# Zvezde plešejo (POP TV)
Zvezde plešejo je slovenska različica plesnega tekmovalnega šova posnetega po britanski različici Strictly Come Dancing, ki jo predvajajo na POP TV. Vse 4 doslej predvajane sezone sta skupaj odvodita Peter Poles in Tara Zupančič.
Oddaje ne gre zamenjati z istoimenskim plesnim tekmovanjem, ki je v letih 2006–07 in 2010 potekalo kot rubrika Spet doma na Televiziji Slovenija. Zvezde plešejo RTV Slovenija kljub podobnemu konceptu niso bile narejene po britanski licenci Strictly Come Dancing (BBC), za razliko od POP TV-jeve različice.

## Predvajano

### Po sezonah
| Sezona | Predvajano               | Oddaje | Pari | Voditelja                 | Sodniki                                                             | Zmagovalni par                                                                                     | Ostali finalisti                                                                                   |
| ------ | ------------------------ | ------ | ---- | ------------------------- | ------------------------------------------------------------------- | -------------------------------------------------------------------------------------------------- | -------------------------------------------------------------------------------------------------- |
| 1      | 12. marec – 28. maj 2017 | 11     | 12   | Peter Poles Tara Zupančič | Andrej Škufca Katarina Venturini Nika Ambrožič Urbas Lado Bizovičar | Dejan Vunjak Tadeja Pavlič                                                                         | Chorchyp & Martina Plohl Maja Martina Merljak & Miha Perat                                         |
| 2      | 11. marec – 27. maj 2018 | 11     | 12   | Peter Poles Tara Zupančič | Andrej Škufca Katarina Venturini Nika Ambrožič Urbas Lado Bizovičar | Natalija Gros Miha Perat                                                                           | Gašper Rifelj & Maja Geršak Gorka Berden & Andrej Rebula                                           |
| 3      | 10. marec – 26. maj 2019 | 11     | 12   | Peter Poles Tara Zupančič | Andrej Škufca Katarina Venturini Nika Ambrožič Urbas Lado Bizovičar | Tanja Žagar Arnej Ivkovič                                                                          | Miha Zupan & Maja Geršak Špela Grošelj & Miha Perat                                                |
| 4      | 8. marec 2020            | 1      | 10   | Peter Poles Tara Zupančič | Andrej Škufca Katarina Venturini Nika Ambrožič Urbas Lado Bizovičar | 4. sezona je bila prekinjena in odpovedana že po prvi oddaji zaradi razglašene pandemije covida-19 | 4. sezona je bila prekinjena in odpovedana že po prvi oddaji zaradi razglašene pandemije covida-19 |

## Profesionalni plesalci in njihovi partnerji
| Plesalec                  | I                       | II                 | III                      | IV            |
| Trenutni                  | Trenutni                | Trenutni           | Trenutni                 | Trenutni      |
| ------------------------- | ----------------------- | ------------------ | ------------------------ | ------------- |
| Arnej Ivkovič             |                         | Natalija Bratkovič | Tanja Žagar              | Mojca Funkl   |
| Martina Plohl             | Denis Porčič - Chorchyp | Rok Kunaver        | Gregor Poljanec - Kirsch | Tomaž Mihelič |
| Miha Perat                | Maja Martina Merljak    | Natalija Gros      | Špela Grošelj            | Alya          |
| Miha Vodičar              |                         | Sanja Modrić       | Tina Gorenjak            | Kaja Vidmar   |
| Nejko Peter Levak         | Iryna Osypenko Nemec    |                    |                          | Kataya        |
| Nika Bagon                |                         |                    | Denis Vučak              | Jani Jugovic  |
| Nina Gerič                |                         |                    | Boris Kopitar            | Denis Toplak  |
| Tadeja Pavlič             | Dejan Vunjak            | Sašo Stare         |                          | Luka Žvižej   |
| Tomaž Šter                | Aleksandra Balmazović   | Rebeka Dremelj     | Jana Koteska             | Teja Jugovic  |
| Valeriya Musina           | Miha Dragoš             | Uroš Bitenc        | Igor Mikić               | Miki Vlahović |
| Nekdanji                  |                         |                    |                          |               |
| Aleksej Rubcov            |                         |                    | Tinkara Fortuna          |               |
| Andrej Rebula             | Nuša Lesar              | Gorka Berden       |                          |               |
| Gordana Grandošek Whiddon |                         | Werner             |                          |               |
| Jagoda Batagelj           | Jernej Tozon            | Dejan Krajnc       |                          |               |
| Jernej Brenholc           | Urška Vučak Markež      |                    | Klara Lorger             |               |
| Lejna Karić-Lubarda       | Igor Štamulak           |                    |                          |               |
| Maja Geršak               | Janez Usenik            | Gašper Rifelj      | Miha Zupan               |               |
| Matej Krajcer             | Leticia Slapnik Yebuah  | Ivica Vergan       |                          |               |
| Svetlana Cigoj            |                         |                    | Franko Bajc              |               |

Legenda:
     Zmagovalec sezone
     2. mesto
     3. mesto
     Prvi izločeni
     Tekmovalec v aktualni sezoni

## 1. sezona
| Zvezde                  | Plesalci              | Rezultat                    |
| ----------------------- | --------------------- | --------------------------- |
| Aleksandra Balmazović   | Tomaž Šter            | 1. izločena 19. marca 2017  |
| Miha Dragoš             | Valeriya Musina       | 2. izločena 26. marca 2017  |
| Janez Usenik            | Maja Geršak           | 3. izločena 2. aprila 2017  |
| Iryna Osypenko Nemec    | Nejko Peter Levak     | 4. izločena 9. aprila 2017  |
| Jernej Tozon            | Jagoda Batagelj       | 5. izločena 16. aprila 2017 |
| Leticia Slapnik Yebuah  | Matej Krajcer         | 6. izločena 23. aprila 2017 |
| Igor Štamulak           | Lejna Karić - Lubarda | 7. izločena 7. maja 2017    |
| Nuša Lesar              | Andrej Rebula         | 8. izločena 14. maja 2017   |
| Urška Vučak Markež      | Jernej Brenholc       | 9. izločena 21. maja 2017   |
| Maja Martina Merljak    | Miha Perat            | 3. mesto 28. maja 2017      |
| Denis Porčič - Chorchyp | Martina Plohl         | 2. mesto 28. maja 2017      |
| Dejan Vunjak            | Tadeja Pavlič         | Zmagovalca 28. maja 2017    |

## 2. sezona
| Zvezde             | Plesalci                  | Rezultat                   |
| ------------------ | ------------------------- | -------------------------- |
| Natalija Bratkovič | Arnej Ivkovič             | 1. izpadla 18. marca 2018  |
| Uroš Bitenc        | Valeriya Musina           | 2. izpadla 25. marca 2018  |
| Sašo Stare         | Tadeja Pavlič             | 3. izpadla 1. aprila 2018  |
| Rok Kunaver        | Martina Plohl             | 4. izpadla 8. aprila 2018  |
| Werner             | Gordana Grandošek Whiddon | 5. izpadla 15. aprila 2018 |
| Dejan Krajnc       | Jagoda Batagelj           | 6. izpadla 22. aprila 2018 |
| Sanja Modrić       | Miha Vodičar              | 7. izpadla 6. maja 2018    |
| Ivica Vergan       | Matej Krajcer             | 8. izpadla 13. maja 2018   |
| Rebeka Dremelj     | Tomaž Šter                | 9. izpadla 20. maja 2018   |
| Gorka Berden       | Andrej Rebula             | 3. mesto 27. maja 2018     |
| Gašper Rifelj      | Maja Geršak               | 2. mesto 27. maja 2018     |
| Natalija Gros      | Miha Perat                | Zmagovalca 27. maja 2018   |

## 3. sezona
| Zvezda                   | Znan(a) po                                         | Profesionalni plesalec | Rezultat                   |
| ------------------------ | -------------------------------------------------- | ---------------------- | -------------------------- |
| Gregor Poljanec - Kirsch | Nekdanji vojak in fant Špele Grošelj               | Martina Plohl          | 1. izpadla 24. marca 2019  |
| Boris Kopitar            | Voditelj in pevec                                  | Nina Gerič             | 2. izpadla 31. marca 2019  |
| Tinkara Fortuna          | Nekdaj članica skupine Bepop                       | Aleksej Rubcov         | 3. izpadla 7. aprila 2019  |
| Igor Mikić               | Radijski voditelj, igralec (Alfa Mikić) in maneken | Valeriya Musina        | 4. izpadla 7. aprila 2019  |
| Denis Vučak              | Pevec v skupini (New) Game Over                    | Nika Bagon             | 5. izpadla 14. aprila 2019 |
| Jana Koteska             | Oblikovalka, manekenka in stilistka                | Tomaž Šter             | 6. izpadla 21. aprila 2019 |
| Klara Lorger             | Pevka v ansamblu Vihar                             | Jernej Brenholc        | 7. izpadla 5. maja 2019    |
| Tina Gorenjak            | Igralka                                            | Miha Vodičar           | 8. izpadla 12. maja 2019   |
| Franko Bajc              | Zmagovalec Kmetije (2018)                          | Svetlana Cigoj         | 9. izpadla 19. maja 2019   |
| Špela Grošelj            | Pevka in voditeljica                               | Miha Perat             | 3. mesto 26. maja 2019     |
| Miha Zupan               | Košarkar                                           | Maja Geršak            | 2. mesto 26. maja 2019     |
| Tanja Žagar              | Pevka                                              | Arnej Ivkovič          | Zmagovalca 26. maja 2019   |

1. ↑  Tako Tinkara kot Igor sta izpadla v 5. oddaji (dvojno izločanje). Tinkara je uvrščena mesto nižje od Igorja, ker je tisti teden od sodnikov prejela nižje ocene, čeprav bi lahko tudi rekli, da sta oba izpadla tretja.

## 4. sezona
| Zvezda        | Znan(a) po                                     | Soplesalec        |
| ------------- | ---------------------------------------------- | ----------------- |
| Alya          | Pevka                                          | Miha Perat        |
| Denis Toplak  | Resničnostni zvezdnik (zmagovalec Kmetije)     | Nina Gerič        |
| Kaja Vidmar   | Model in igralka (Moji, tvoji, najini)         | Miha Vodičar      |
| Jani Jugovic  | Vloger (Cool Fotr)                             | Nika Bagon        |
| Mojca Funkl   | Igralka (Usodno vino, Reka ljubezni)           | Arnej Ivkovič     |
| Luka Žvižej   | Rokometaš (FC Barcelona)                       | Tadeja Pavlič     |
| Kataya        | Pevka                                          | Nejko Peter Levak |
| Miki Vlahović | Glasbenik, član skupine Victory                | Valeriya Musina   |
| Teja Jugovic  | Vlogerka (Cool Mamacita)                       | Tomaž Šter        |
| Tomaž Mihelič | Novinar in modni agent, član Sester (Marlenna) | Martina Plohl     |